# Sesamoides spathulifolia
Sesamoides spathulifolia é uma espécie de planta com flor pertencente à família Resedaceae. 
A autoridade científica da espécie é (Revelière ex [[Boreau) Rothm., tendo sido publicada em Repert. Spec. Nov. Regni Veg. 49: 55. 1940.

## Portugal
Trata-se de uma espécie presente no território português, nomeadamente em Portugal Continental.
Em termos de naturalidade é nativa da região atrás indicada.

## Protecção
Não se encontra protegida por legislação portuguesa ou da Comunidade Europeia.